# Zrno utjehe
Zrno utjehe (eng. Quantum of Solace) je 22. film o Jamesu Bondu iz 2008. u produkciji EON Productions, objavljen 31. listopada u Ujedinjenom Kraljevstvu i 14. studenog u Sjedinjenim Državama. Film je izravni nastavak Casino Royalea iz 2006., režirao ga je Marc Forster, a u ulozi Jamesa Bonda po drugi put se pojavljuje Daniel Craig. U filmu, Bond se suprotstavlja Dominicu Greeneu (Mathieu Amalric), članu organizacije Quantum koji se predstavlja kao zaštitnik okoliša, a koji zapravo želi izvršiti državnim udar u Boliviji kako bi preuzeo kontrolu nad rezervama vode. Bond traži osvetu za smrt Vesper Lynd, a pomaže mu Camille Montes, koja i sama ima svoje osvetničke motive.
Producent Michael G. Wilson osmislio je radnju filma dok se Casino Royale još snimao. Neal Purvis, Robert Wade, Paul Haggis i Joshua Zetumer doprinijeli su na scenariju. Naslov je izabran po istoimenoj kratkoj priči Iana Fleminga iz 1960. objavljenoj u romanu Samo za tvoje oči, iako film ne sadržava nijedan element izvorne priče. Lokacije snimanja uključuju Panamu, Čile, Italiju i Austriju, dok su interijerni setovi sagrađeni i snimljeni u Pinewood Studios. Forster je htio snimiti moderan film koji uključuje neke klasične filmske motive: antikni avion korišten je za sekvencu borbe lovaca, a scenografija Dennisa Gassnera podsjeća na rad Kena Adamsa na ranijim filmovima o Bondu. Forster je odbio groteskni nastup Dominica Greenea kako bi naglasio skrivenu i tajnu prirodu negativaca modernog doba.

## Radnja
Film se nastavlja sat vremena nakon događaja iz Casino Royalea, a Bond se vozi na Lake Garda u Sieni u Italiji. Uz zarobljenog Mr. Whitea u svom prtljažniku, napadaju ga ubojice u autima. Nakon što je pobjegao progoniteljima, Bond i M ispitaju Whitea o njegovoj organizaciji, Quantum. Ispostavlja se da je M-in tjelohranitelj Mitchell izdajnik. On napadne M i omogućuje Whiteu da pobjegne; Bond počne loviti Mtchella po Sieni, kroz gomilu koja se okupila za Palio di Siena, i ubije ga. Nakon forenzičke istrage koja uključuje praćene banknote, Bond odlazi na Haiti kako bi pronašao Mitchellov kontakt, Edmunda Slatea, kojeg također ubije. Predstavivši se kao Slate, Bond saznaje kako je Slate poslan da ubije Camille Montes zbog njezina ljubavnika, Dominica Greenea, okrutnog predsjednika ekološke organizacije Zeleni planet i člana Quantuma. Bond je počne slijediti motociklom i ugleda njezin sastanak s Greeneom, saznavši da biznismen pomaže generalu Medranu da organizira državni udar u Boliviji u zamjenu za naizgled bezvrijedan dio pustinje.
Greene odvodi Camille na Medranov brod kako bi "zasladila" njihov dogovor. Bond uzima čamac kako bi je spasio i ostavlja je pod lokalnom skrbi. Bond počne slijediti Greenea do privatnog mlažnjaka, koji ga odvodi u Austriju u pratnji agenata CIA-e Gregga Beama i Felixa Leitera. Beam ponudi potporu Sjedinjenih Država pri državnom udaru u zamjenu za prednost pri eksploataciji bolivijske nafte, za koju se vjeruje da ju je Greene otkrio. U zamjenu, Greene zatraži da CIA eliminira Bondovu umiješanost, na što Beam spremno pristane.
Na austrijskoj obali Lake Constancea pokraj Bregenza, članovi Quantuma, uključujući Greenea i Whitea, organiziraju izvedbu Puccinijeve opere Tosca kako bi finalizirali planove za Projekt Tierra, pri čemu svaki član komunicira preko specijalnog umetka za uho skrivenog u darovnim vrećicama. Među zavjerenicima je Guy Haines, savjetnik britanskog premijera. Bond uzme jednu napravu i omete sastanak. Pošalje MI6-u fotografije raznih članova Quantuma dok oni odlaze iz kazališta. Dok Greene naprasno odlazi s opere, presretne ga Bond i zametne se vatreni obračun u restoranu. Bond svlada Hainesova tjelohranitelja i baci ga s krova na Greeneovo vozilo. Greene prepozna kako tjelohranitelj nije član Quantuma i dadne ga ubiti.
Bond je nesvjestan da je ubio Hainesova tjelohranitelja iz Specijalnog odjela, a M se razbjesni, blokiravši Bondove putovnice i kreditne kartice i zatraživši da se vrati u London. Bond uspije otputovati u Italiju brodom, gdje se sastaje sa starim prijateljem Reneom Mathisom. Uspijeva nagovoriti umirovljenog agenta, nekada stacioniranog u Boliviji, da mu se pridruži da putovanju u La Paz. Dočekuje ih Strawberry Fields, operativka MI6-a iz britanskog konzulata. Iste noći prisustvuju donatorskoj večeri u organizaciji Greenea, gdje se ponovno pojavljuje Camille. Bond i Camille odlaze zajedno, a počne ih progoniti bolivijska policija. Po zaustavljanju, policija odmah naredi Bondu da otvori prtljažnik, gdje pronalazi pretučenog Mathisa kojeg je podmetnula sama policija. Dok Bond podiže Mathisa, policajac otvori vatru i teško rani Mathisa. Bond razoruža i ubije policajca i ostavi Mathisa na samrti. Mathis ga zamoli da oprosti Vesper Lynd i samom sebi za sve što se dogodilo.
Bond i Camille odlaze na lokaciju Greeneove namjeravane lokacije, pregledavši područje Douglas DC-3 avionom. Presreću ih lovac Aermacchi SF-260 i helikopter Bell UH-1, natjeravši ih da iskoče u ponor iz oštećenog aviona. Pokušavajući pobjeći iz špilje, otkrivaju kako Greeneov Projekt Tierra ne uključuje naftu, nego vodu: Quantum blokira Bolivijine zalihe pitke vode koja normalno teče u podvodnim rijekama, okrećući ih u skriveni rezervoar ispod pustinje. Bond saznaje i kako je Medrano silovao i ubio članove Camilleine obitelji i da ona traži osvetu. Nakon tih otkrića, vraćaju se u La Paz, gdje se Bond sastaje s M i otkriva kako je Quantum ubio Fields simbolično je utopivši u nafti. M naredi Bondu da se razoruža i prekine svoje aktivnosti u Boliviji, ali on pobjegne svladavši operativce MI6-a koji su ga pratili u liftu, rekavši M prije odlaska kako nije završio sa svojom operacijom.
Bond se sastaje sa svojim saveznikom iz CIA-e Felixom Leiterom u lokalnom baru, a ovaj izda svog nadređenog Beama i rekne Bondu gdje će Greene finalizirati svoj dogovor s Medranom. Bond pobjegne u trenutku kad CIA-ini operativci upadnu u lokal kako bi ga eliminirali kao prijetnju Beamovu dogovoru s Greeneom. Bond i Camille odlaze u eko-hotel koji se napaja hidrogenskim gorivim ćelijama, smještenim u bolivijskoj pustinji, gdje Greene dovršava puč. Dok razne stranke odlaze, Bond napadne i ubije policijskog pukovnika zbog izdaje Mathisa, te pokrene seriju eksplozija nakon što je pogodio hidrogenski spremnik. Camille ubija Medrana, a Bond zarobi Greenea. Nakon što ga je ispitao, ostavlja Greenea usred pustinje s limenkom motornog ulja. Bond odvodi Camille do željezničke postaje, gdje se konačno poljube prije njezina odlaska.
Bond odlazi u Kazan u Rusiju, gdje se suprotstavlja bivšem ljubavniku Vesper Lynd, Yusefu Kabiru. Yusef je član Quantuma koji zavodi visokopozicionirane žene koje imaju vrijedne veze kako bi ih nagovorio da mu odaju vladine aktive kao otkupninu za njih same u lažnim otmicama u kojima ih tobože drži zarobljene. Pokuša isto s kanadskom agenticom Corinne Venneau, čak joj pokloniviš istu ogrlicu koju je dao Vesper. Iznenadivši ih u Yusefovu apartmanu, Bond kaže Corinne o Vesper i savjetuje joj da alarmira kanadsku obavještajnu agenciju. Bond napušta Yusefov apartman i nailazi na M koja biva iznenađena kako ga nije ubio, nego ga ostavio živog zbog ispitivanja. M otkriva kako je Leiter promoviran kao CIA-ina zamjena za Beama, te da je Greene pronađen u pustinji s motornim uljem u želucu. Bond ne otkriva informacije o Greeneu, nego kaže M kako je bila u pravu u vezi Vesper. M vraća Bondu njegov stari status, a on odlazi, svjestan kako su Mr. White i ostatak Quantuma još na slobodi. Konačno oprostivši Vesper, Bond ispušta njenu ogrlicu u snijeg.

## Glumci
Daniel Craig kao James Bond. Craig je naglasio kako je za Zrno utjehe bila potrebna drugačija izvedba jer se radi o osvetničkom filmu, a ne o ljubavnoj priči kao u Casino Royaleu. Glumac je savjetovao Haggisa oko scenarija i, kao obožavatelj filmova Marca Forstera, pomogao mu je da ga izabere za redatelja. Craigova fizička obuka za ulogu ovaj put je uključivala više trčanja i boksa, kako bi ga se poštedilo ozljeda koje je zadobio izvodeći kaskaderske scene u prvom filmu. Craig je smatrao kako je u boljoj formi, manje nabijen nego u prvom filmu. Vježbao je i glisiranje i vratolomnu vožnju. Rekao je kako je Casino Royale bio (fizički) "mačji kašalj" u odnosu na Zrno utjehe, naglasivši kako film nije ljubavna priča. Tijekom snimanja u Pinewoodu, zadobio je posjekotinu kad je udaren u lice, što je zajtijevalo osam šavova, a bila mu je otkinuta i jagodica prsta. Nasmijao se na to, rekavši kako nisu odgađali snimanje te kako će mu ozljeda prsta omogućiti kriminalnu karijeru (iako se prst oporavio u vrijeme kad je to spominjao). Imao je i manju plastičnu operaciju lica.
Mathieu Amalric kao Dominic Greene, vodeći član Quantuma koji se predstavlja kao biznismen koji radi na pošumljavanju i prikupljanju dobrotvornih sredstava za zaštitu okoliša. Amalric je rekao kako je prihvaćanje uloge bila lagana odluka jer, "Nemoguće je reći svojoj djeci 'Mogao sam biti u Bond filmu, ali sam odbio.'" Amalric je htio nositi šminku, ali Forster je objasnio kako ne želi da Greene izgleda groteskno, nego da simbolizira skriveno zlo u društvu. Amalric je svoju izvedbu modelirao na "smiješku Tonyja Blaira i Sarkozyjevoj ludosti", a za potonjeg je rekao kako je "najgori zlikovac kojeg smo mi Francuzi ikad imali (...) hoda okolo misleći kako je u Bond filmu." Kasnije je tvrdio kako nije kritizirao nijednog političara nego da je davao primjer kako se političari mogu oslanjati na nastup umjesto prave politike kako bi zadobili moć. "Sarkozy je jednostavno bolji glumac od Ségolène Royal - to je sve", objasnio je. Amalric i Forster redimenzionirali su lik, koji je prema scenariju trebao imati "posebne vještine", u nekog koji koristi čisti životinjski instinkt u borbi protiv Bonda na vrhuncu filma. Bruno Ganz je također bio kandidat za ulogu, ali Forster je smatrao kako Amalric odaje kvalitetu vrijednu prijezira.
Olga Kurylenko kao Camille Montes, rusko-bolivijska agentica s vlastitim osvetničkim motivom u pogledu Greenea i Quantuma. Forster ju je izabrao između 400 žena na audiciji jer se činila najmanje nervoznom. Kad je pročitala scenarij, bilo joj je drago da ne postoji ljubavna scena s Craigom jer bi to odvratilo pozornost gledatelja s njene izvedbe. Kuriljenko je provela tri tjedna vježbajući s oružjem. Kuriljenko ne voli kaskaderske scene, ali je svladala svoje strahove uz Craigovu pomoć. Dana joj je DVD kolekcija franšize o Bondu jer ih je bilo teško nabaviti u Ukrajini dok je odrastala. Kuriljenko je rekla kako je Michelle Yeoh u Sutra nikad ne umire inspirirajuća "jer se sama borila u scenama borbe". Producenti su namjeravali angažirati južnoameričku glumicu. Kuriljenko je vježbala i dijalekt kako bi uhvatila španjolski naglasak, što je bilo lako jer "imam dobro uho pa mogu oponašati ljude". Rekapitulirajući svoja iskustva u ulozi Bond djevojke, izjavila je kako je najponosnija jer je svladala strahove izvodeći kaskaderske scene.
Gemma Arterton kao agentica MI6-a Strawberry Fields, koja radi za britanski konzulat u Boliviji. Forster je rekao kako je Arterton dosjetljiva glumica i izabrao je između 7000 kandidatkinja. Jedan od redatelja castinga rekao joj je da se prijavi za ulogu, nakon što ju je vidio kako portretira Rosaline u Jalovom ljubavnom trudu u Globe Theatreu. Arterton je rekla kako Fields "nije toliko obijesna" kao druge Bond djevojke, nego "osvježavajuća i mlada, a ne (...) fatalna žena". Opisala je ulogu kao homage Bond djevojkama iz šezdesetih, usporedivši njenu crvenu vlasulju s Dianom Rigg, koja je glumila Tracy Bond u filmu U službi njenog Veličanstva. Rigg je, zajedno s Honor Blackman, jedna od njenih omiljenih Bond djevojaka. Ime lika zapravo se nikad ne otkriva na ekranu; kad je Bond pita za ime, od odgovara, "Samo Fields".
Judi Dench kao M. Forster je smatrao kako je Dench u prethodnim filmovima bila neiskorištena.
Jeffrey Wright kao Felix Leiter, Bondov saveznik u CIA-i. Film označava prvi put da se u ovoj ulozi pojavljuje isti glumac dva puta zaredom. Samo ga je David Hedison glumio u Živi i pusti umrijeti (1973.) i Dozvoli za ubojstvo (1989.). Rane verzije scenarija davale su Leiteru veću ulogu, ali je ona smanjena skraćivanjima na terenu.
Anatole Taubman kao Elvis, Greeneov pomoćnik. Njegovo ime odabrao je Paul Haggis, dok je sami Taubman odabrao lonac-frizuru. Amalric i Taubman improvizirali su priču o Elvisovoj prošlosti: on je Dominicov rođak, a prije nego što je postao član Quantuma živio je na ulici. Taubman je rekao o svojoj ulozi: "On misli kako je sve ono što zapravo nije. (...) On nije komičan tip. Definitivno se doživljava vrlo ozbiljno, ali možda tim doživljavanjem samog sebe preozbiljnim može postati prijateljski nastrojen."
Giancarlo Giannini kao Rene Mathis, Bondov saveznik za kojeg se u Casino Royaleu pogrešno smatralo kako je izdajnik. Nakon što je oslobođen optužbi, odlučuje ponovno pomoći Bondu.
Joaquin Cosio kao General Medrano, Bondov neprijatelj u Južnoj Americi. Greene pomaže generalu kako bi se ponovno domogao vlasti, u zamjenu za potporu njegovoj organizaciji. On je odgovoran za ubojstvo Camilleine cijele obitelji kad je ona bila djevojčica.
Jesper Christensen kao Mr. White, kojeg je Bond zarobio nakon što je ukrao novac osvojen u Casino Royaleu u Crnoj Gori.
Rory Kinnear glumi Billa Tannera, M-ina pomoćnika, a Tim Piggott-Smith britanskog ministra vanjskih poslova. Glenn Foster glumi Craiga Mitchella, dvostrukog agenta MI6-a. David Harbour portretira Gregga Beama, šefa CIA-ina odjela za Južnu Ameriku i kontakt Felixa Leitera. Bolivijskog šefa policije glumi Fernando Guillen Cuervo dok Medranova poručnika Orsa glumi Jesus Ochoa. Neil Jackson pojavljuje se kao Edmund Slate, plaćenik koji se sukobljava s Bondom na Haitiju. Simon Kassianides glumi Yusefa, koji se suprotstavlja Bondu u Kazanu na kraju filma, dok se Stana Katic pojavljuje u cameo ulozi kanadske špijunke Corinne Veneau. Oona Chaplin, unuka Charlieja Chaplina, pojavljuje se kao recepcionarka u Perla de las Dunas Hotelu.
Iako nije snimila nijednu scenu u filmu, fotografija Eve Green u ulozi Vesper prikazuje se u nekoliko scena. Slično tome, fotografija Madsa Mikkelsena u ulozi Le Chiffrea vidi se na zaslonu računala.
Redatelji Guillermo del Toro i Alfonso Cuaron su prijatelji Marca Forstera i dok se film snimao, redatelj ih je zamolio da se pojave u cameo ulogama, posuđujući glasove na španjolskom jeziku. Cuaron se pojavljuje kao bolivijski pilot helikoptera, dok je del Toro posudio glas nekoliko puta.

## Produkcija

### Razvoj
U srpnju 2006., kad je Casino Royale ulazio u post-produkciju, EON Productions je najavio kako će sljedeći film biti temeljen na originalnoj ideji producenta Michaela G. Wilsona. Prije je već bilo odlučeno kako će film biti direktni nastavak koji će će baviti Bondovim osjećajima nakon Vesperine smrti u prethodnom filmu. Kao što je u Casino Royaleu tema bila terorizam, nastavak se fokusirao na zaštitu okoliša. Najavljeno je kako će se film premijerno prikazati 2. svibnja 2008., te da će Craig reprizirati glavnu ulogu. Roger Michell, koji je režirao Craiga u Trajnoj ljubavi i Majci, bio je u pregovorima za redateljsku stolicu, ali je odustao jer nije bilo scenarija. Potpredsjednik Sony Entertainmenta Jeff Blake priznao je kako je produkcijski okvir od osamnaest mjeseci jako kratak te da će premijera morati biti odgođena za kraj 2008. Neal Purvis i Robert Wade dovršili su svoju verziju scenarija u travnju 2007., a Paul Haggis - koji je dotjerao scenarij Casino Royalea - počeo je prepravljati tu istu verziju sljedećeg mjeseca.
U lipnju 2007. je potvrđeno da je redatelj Marc Forster. Bio je iznenađen što su ga kontaktirali za takvu ulogu, izjavivši kako nije bio veliki obožavatelj Bond filmova zijekom godina i da vjerojatno ne bi prihvatio projekt da nije vidio Casino Royale prije donošenja konačne odluke; smatrao je kako je Bond u filmu humaniziran, tvrdeći kako je putovanje svijetom postalo manje egzotično, a serijal se više počeo baviti Bondom kao likom. Rođen u Njemačkoj i odrastao u Švicarskoj, Forster je bio prvi Bond redatelj koji nije došao iz Britanske zajednice naroda, iako je istaknuo kako je Bondova majka Švicarka, što ga donekle čini adekvatnim za bavljenje britanskom ikonom. Redatelj je usko surađivao s Barbarom Broccoli i Michaelom G. Wilsonom, naglasivši kako su mu blokirali samo dvije iznimno skupe ideje. Redatelj je smatrao kako je trajanje Casino Royalea od 144 minute predugo pa je htio da nastavak bude "nabijen i brz (...) kao metak".
| "Kako Bond fukcionira na realan način, mislio sam da bi i političke okolonosti trebali biti isto tako realne, iako Bond ne bi trebao biti politički film. Smatrao sam, što bude više politički, to je više realan, ne samo u smislu Bolivije i onoga što se događa na Haitiju, nego u smislu kako sve te korporacije kao što su Shell i Chevron govore kako štite okoliš jer je u modi štititi okoliš. Tijekom Hladnog rata, sve je bilo tako jasno, pozitivci i negativci. Danas se pozitivci i negativci preklapaju. Nije više tako moralno odvojeno, jer svi mi u sebi imamo oba elementa."— Marc Forster o političkom kontekstu filma |

Haggis, Forster i Wilson prepravili su scenarij iz skice. Haggis je rekao kako je dovršio scenarij dva sata prije nego što je službeno počeo štrajk Ceha američkih scenarista. Forster je naglasio kako su česta tema njegovih filmova emocionalno suzbijeni protagonisti, a da će tema filma biti kako Bond uči vjerovati nakon što ga je Vesper izdala. Forster je rekao kako je osmislio Camille kao snažnu protutežu Bondu, a ne uobičajenu ljubavnu simpatiju: kao žena ona će pokazati slične emocije kakve osjeća i Bond, ali ih ne uspijeva izraziti. Haggis je zamislio vrhunac filma u švicarskim Alpama, ali je Forster htio da akcijske sekvence bude zasnovane oko četiri klasična elementa: zemlje, vode, zraka i vatre. Odluka da se oda počast Goldfingeru u smislu Fieldsine smrti došla je tako jer je Forster htio pokazati kako je nafta zamijenila zlato kao najvrijedniji materijal. Producenti su odbili Haggisovu ideju da Vesper Lynd ima dijete, jer "Bond je bio siroče (...) Kad pronađe dijete, Bond ga ne može samo tako napustiti."
Michael G. Wilson odlučio je dati naslov Zrno utjehe samo "nekoliko dana" prije njegove najave 24. siječnja 2008. Nazvan je po kratkoj priči iz antologije Iana Fleminga Samo za tvoje oči (1960.), iako je film inače nepovezan. Daniel Craig je priznao, "Isprva sam bio nesiguran. Bond traži zrno utjehe i to je ono što želi, želi svoj svršetak. Ian Fleming je rekao da ako nemaš zrno utjehe u svojoj vezi tada je veza gotova. To je iskra dobrote u vezi, jer ako je nemaš znači da si odustao od nje." Dodao je da "Bond to nema jer je njegova djevojka ubijena", i zato "[Bond] traži osvetu (...) kako bi se ponovno pomirio sa svijetom." Kasnije je organizacija uvedena u Casino Royaleu nazvana Quantum (Zrno). Craig je rekao kako samo slovo Q izgleda čudno.
Tijekom snimanja, nakon što je štrajk završen, Forster je pročitao probni scenarij Joshue Zetumera, koji mu se svidio, pa ga je angažirao da prepravi scene koje će snimati na kraju s kojima je redatelj i dalje bio nezadovoljan. Forster je održavao probe s glumcima jer je volio snimati scene uzastopno. Zeturmer je prepravio dijaloge ovisno o svakodnevnim idejama glumaca. Zrno utjehe označava prvi put, nakon Samo dvaput se živi 1967., da se Bond ne predstavlja frazom "Bond, James Bond." Rečenica je snimljena za nekoliko scena, ali je potpuno izbačena jer su je Forster i producenti smatrali nepotrebnom. Sveukupno je 45 sekundi materijala iz scenarija izrezano iz konačne verzije filma. Forster je nagovorio producente da ne ubacuju flashbackove na prethodni film jer je mislio kako bi to čudno izgledalo u izravnom nastavku.

### Snimanje
Zrno utjehe snimano je u šest zemalja, više od ijednog drugog filma o Bondu. Pomoćna ekipa počela je snimati utrku konja u Palio di Sieni 16. kolovoza 2007.; u tom trenutku Forster nije bio siguran kako će se to uklopiti u film. Od 23. do 29. kolovoza su snimali u Madridu. Tri tjedna (do 15. veljače 2008.) su proveli u Baja Californiji u Meksiku, kako bi snimili kadrove zračnog obračuna. Od 15. do 21. ožujka se snimalo u Malcesineu i Limone sul Gardi u Italiji, a krajem travnja u Talamoneu. Glavna ekipa počela je snimati 3. siječnja 2008. u Pinewood Studiosu. 007 Stage korišten je za borbu u umjetničkoj galeriji, a sigurna kuća MI6-a skrivena je u gradskoj cisterni, dok su drugi tonski studiji predstavljali Bondov bolivijski hotelski apartman, te sjedište MI6-a. Interijerne i eksterijerne scene aerodroma snimljene su u Farborough Airfieldu, a završne snježne scene u Bruneval Barracks u Aldershotu.
Snimanje u Panama Cityju počelo je 7. veljače 2008. u Zrakoplovnoj bazi Howard. Zemlja je zamijenila Haiti i Boliviju, dok je Panamski nacionalni institut za kulturu predstavljao hotel u Boliviji. Sekvenca koja je zahtijevala nekoliko stotina statista snimljena je u blizini Colóna. Snimanje u Panami odvijalo se i u Fort Shermanu, bivšoj američkoj vojnoj bazi na obali Colóna. Forster je bio razočaran jer je utrku brodova mogao snimati samo u toj luci, jer je tu scenu zamišljao spektakularnije. Dužnosnici u zemlji surađivali su s lokalnim stanovništvom kako bi "minimizirali neugodnosti" za glumce i ekipu, a zauzvrat su se nadali kako će prikazivanje grada u filmu pridonijeti porastu broja turista. Ekipa se 2. ožujka namjeravala preseliti na desetodnevno snimanje u Cusco u Peruu, ali je lokacija otkazana zbog budžeta. Dvanaest dana snimanja u Čileu počelo je 24. ožujka u Antofagasti. Snimalo se i u Cobiji, Opservatoriju Paranal, te drugim lokacijama u pustinji Atacama. Forster je odabrao pustinju i hotel opservatorija kako bi dočarali Bondove nepokolebljive osjećaje i osjećaj da je na rubu osvete tijekom konfrontacije s Greeneom na vrhuncu filma.
1. travnja, tijekom snimanja u Čileu, gradonačelnik Carlos Lopez (koji je pet mjeseci prije bio suspendiran s dužnosti) dovezao se u svom autu na filmsku lokaciju u selu Baquedano i umalo pregazio policajca. Bio je ljutit što producenti prikazuju Antofagastu kao dio Bolivije, jer ga je Čile osvojio 1883., te kritizirao mjere zaštite kao što su "specijalne snage i vodeni topovi koji sprječavaju ljude da slobodno šeću ulicama" u malom gradu, što ga je podsjetilo "na najgore godine Pinochetove vladavine". Bio je uhićen, kratko zadržan, a dva dana kasnije mu je počelo suđenje. EON je odbacio njegovu tvrdnju da su trebali dozvolu za snimanje u tom području. Michael G. Wilson je objasnio kako je Bolivija bila pogodna za radnju zbog povijesnih problema zemlje s vodom, a bio je iznenađen kako se dvije zemlje ne podnose ni sto godina nakon Pacifičkog rata. U anketi čileanskog dnevnika La Segunda, 75 posto njegovih čitatelja nije odobrilo Lopezove akcije, zbog negativnog imidža za koji su mislili kako se nanosi Čileu, te potencijalnih kontroverzi koje bi mogle otkazati eventualne produkcije u zemlji.
Od 4. do 12. travnja glavna ekipa je snimala potjeru po krovovima Siene. Snimanje na pravim krovovima ispostavilo se kao manje skupo nego građenje istih u Pinewoodu. Sljedeća četiri tjedna su bila predviđena za snimanje automobilske potjere na Lake Gardi i Carari. 19. travnja je zaposlenik Aston Martina koji je vozio DBS sletio u jezero. Preživio je, a kažnjen je s 400 funti zbog neoprezne vožnje. Drugi incident se dogodio 21. travnja, a dva dana kasnije su teško ozlijeđena dva kaskadera, od kojih je jedan, Grk Aris Comninos, morao biti prebačen na intenzivnu njegu. Snimanje scena privremeno je prekinuto kako bi talijanska policija mogla istražiti uzroke nesreća. Koordinator kaskaderskih scena Gary Powell rekao je kako su nesreće bile dokaz realnosti akcije. Glasine o "prokletstvu" počele su kružiti po tabloidima, a neki su čak uvrijedili Craiga, kojem se nije sviđalo da uspoređuju Cominosovu nesreću s nečim kao što je njegova manja ozljeda prsta koja se dogodila kasnije na snimanju (također kao dio "prokletstva"). Comninos se oporavio.
Snimanje se odvijalo i na plovećoj operi u Bregenzu u Austriji od 28. travnja do 9. svibnja 2008. Sekvenca, u kojoj Bond uhodi negativce tijekom izvedbe Tosce, zahtijevala je 1500 statista. Produkcija je rabila veliki model oka, za kojeg je Forster mislio kako se uklapa u Bondov stil, a sama opera ima paralela s filmom. Kratka vozačka sekvenca snimljena je u blizini Feldkircha u Vorarlbergu. Ekipa se vratila u Italiju kako bi od 13. do 17. svibnja snimila automobilski sudar u kamenolomu mramora u Carrari, te prikaz Palio di Siene na Piazzi del Campo u Sieni. 1000 statista angažirano je za scenu u kojoj Bond izlazi iz Fonte Gaia. Originalno se trebao pojaviti iz gradskih bunara u Sienskoj katedrali, ali se to smatralo uvredljivim. Ekipa se u lipnju vratila na četiri tjedna u Pinewood, gdje su izgrađeni novi setovi (uključujući interijer hotela s kraja filma). Završna zabava održana je 21. lipnja.

### Dizajn
Scenograf Peter Larmont, član ekipe na osamnaest prethodnih filmova o Bondu, umirovio se nakon Casino Royalea. Forster je umjesto njega angažirao Dennisa Gassnera jer se divio njegovim radovima na Trumanovu Showu i filmovima braće Coen. Craig je rekao kako će film imati "dodir Kena Adamsa", dok je Michael G. Wilson Gassnerove dizajne nazvao "postmodernim izgledom u modernizmu". Forster je rekao kako je smatrao kako su dizajni ranih Bond filmova "bili ispred svog vremena", a uživao je sukobljavajući stariji stil sa svojim jer se stvorio jedinstven izgled. Gassner je htio da njegovi setovi naglašavaju Craigovo "sjajno šiljasto, strukturirano lice i čudesne plave oči", te kompletno redizajnirati sjedište MI6-a jer je mislio kako je Judi Dench "u prethodnom filmu bila malo umorna pa sam pomislio, uvedimo je u novi svijet".
Louise Frogley zamijenila je Lindy Hemming kao dizajner kostima, iako je Hemming ostala nadzornica. Hemming je angažirala Brioni za Bondova odijela jer je njihov ugovor sa serijalom trajao od Zlatnog oka 1995., ali je Lidsay Pugh, druga nadzornica, objasnila kako su njihova odijela "preopuštena". Tom Ford je angažiran da sašije "oštrija" odijela za Craiga. Pugh je rekla kako su kostimi više bili okrenuti prema šezdesetima, posebno oni za Bonda i Fields. Prada je bila potpisnik haljina za Bond djevojke. Jasper Conran dizajnirao je Camilleinu ležernu odjeću i zlatnu ogrlicu, dok je Chrome Hearts dizajnirao nakit za Amalrica, koji se glumcu toliko svidio da ga je zadržao i nakon snimanja. Sophie Harley, koja je dizajnirala naušnice i alžirsku ogrlicu Vesper Lynd u Casino Royaleu, pozvana je da dizajnira novu verziju ogrlice.
Film vraća tradiconalnu uvodnu scenu s cijevi pištolja, koja je u prethodnom filmu pomaknuta na početak naslovne sekvence. U ovom filmu sekvenca je pomaknuta na kraj filma, što je Wilson objasnio riječima da je to trebalo biti iznenađenje.

### Efekti
Film je označio kraj ugovora s Fordom koji je započeo s filmom Umri drugi dan 2002. Iako je Ford 2007. prodao više od 90 posto tvrtke Aston Martin, Aston Martin DBS V12 je vraćen za snimanje automobilske potjere na Lake Garda. Dan Bradley je angažiran kao pomoćni redatelj zbog njegova rada na drugom i trećem filmu o Jasonu Bourneu, kako bi film mogao nastaviti sirovi akcijski stil započet u Casino Royaleu. Za uvodnu je potjeru namjeravao koristiti Ford GT-ove, ali su oni zamijenjeni s Alfa Romeo 159. Nakon snimanja na lokaciji u Italiji, daljnje scene s Craigom u krupnom planu snimljene su u Pinewoodu pred plavim ekranom. Originalno su dva Alfa Romea bila u sekvenci, ali Forster je mislio kako scena traje predugo pa ju je premontirao kako bi izgledalo kako jedan Romeo juri za Bondom. Tijekom snimanja je uništeno šest Aston Martina, a jednog je kupio obožavatelj.
Za snimanje materijala u Palio di Sienu koji je poslije ubačen u glavnu sekvencu korišteno je četrnaest kamera. Zračni kadrovi iz helikoptera su bili zabranjeni, a ekipi je bilo zabranjeno i prikazivanje nasilja "koje uključuje bilo ljude ili životinje". Kako bi snimili potjeru u Sieni u travnju 2008., u gradu su postavljena četiri krana za kamere, a korištena je i kabelska kamera. Framestore je radio na utrci po Sieni, udvostručivši 1000 statista tijekom glavnog snimanja kako bi u kadru izgledalo da u publici ima 40 000 gledatelja u stvarnom Paliju. Maknute su i žice koje su držale Craiga i kaskadere u segmentu utrke na krovu. Dupliciranje publike na izvedbi Tosce odradila je tvrtka Machine FX, kako bi izgledalo da je izvedba rasprodana.
Za snimanje zračne borbe lovaca, "Snakehead" kamera je ugrađena na nos i rep Piper Aerostara 700. SolidWorks, koji je dao na raspolaganje softver korišten za dizajniranje kamera, dao je izjavu da "piloti prvi put mogu letiti agresivno koliko se usude bez straha da će žrtvovati dramatičnost kadra". Kamera se mogla okretati za 360 stupnjeva, a oblikovana je kao periskop. Ekipa je postavila i SpaceCams na helikoptere, a na zemlju kamere s lećama od 1600 milimetara koje će pokrivati akciju. Forster je htio da obračun avionima bude homage filmu Alfreda Hitchcocka Sjever-sjeverozapad pa je izabrao avione kao što je Douglas DC-3. Hitchcockov utjecaj proteže se i na opernu sekvencu, koja je montirana kao i ona u Čovjek koji je previše znao. Prije snimanja scene slobodnog pada, Craigu se nije svidjela originalna zamisao, pa je koordinator kaskaderskih scena predložio snimanje scene u vertikalnom zračnom tunelu. Za snimanje scene je korišteno sedamnaest malih digitalnih kamera, dok su Craig i Kuriljenko nosili vjetro-otporne konatktne leće što im je omogućilo da otvore oči tijekom pada. Radi sigurnosti su snimali samo po trideset sekundi. Double Negative kreirao je digitalne kadrove zrakoplovne sekvence.
Moving Picture Company kreirala je završnu hotelsku sekvencu. Za goreći hotelski interijer nisu korištene digitalno generirane snimke, a sve je na setu nadzirao Chris Corbould. Cjelovita replika eksterijera zgrade korištena je za snimanje eksplozije hotela tijekom Bondova i Camilleina bijega. Brodska sekvenca bila je druga scena koja je zahtijevala jako malo digitalije. Double Negative radio je na zamjeni nekoliko kadrova vidljivih kaskadera digitalnom verzijom Craigove glave.

### Glazba
David Arnold, koji je skladao glazbu za prethodna četiri Bond filma, vratio se za Zrno utjehe. Rekao je kako Forster voli blisko surađivati sa skladateljima i da je, u usporedbi s ubrzanim rasporedom s kojim se suočio na Casino Royaleu, namjera bila provesti mnogo vremena skladajući glazbu za film "kako bi bila uistinu razrađena". Dodao je kako će s glazbom "uzeti drugi pristup". Arnold je skladao glazbu na temelju dojmova nakon čitanja scenarija, a Forster je to smontirao u film. Kao i u Casino Royaleu, Arnold je James Bond temu sveo na minimum.
Mark Ronson i Amy Winehouse su snimili demopjesmu za film, ali Ronson je objasnio kako su Winehouse njeni dobro poznati pravni problemi u prethodnim tjednima "učinili nespremnom da snima glazbu" u to vrijeme. 29. srpnja 2008. je najavljeno da će Jack White iz The White Stripesa i Alicia Keys surađivati na "Another Way to Die", što je prvi duet u glazbenoj Bond povijesti. Njih dvoje su htjeli surađivati i dvije godine prije. Pjesma je snimljena u Nashvilleu u Tennesseeju; White je svirao bubnjeve dok je Keys bila zadužena za klavir. The Memphis Horns su također svirali na pjesmi. Whiteova omiljena Bond tema bila je ona instrumentalna Johna Barryja za film U službi njenog Veličanstva, a tijekom miksanja pjesme je pogledao razne uvodne špice iz serijala tražeći inspiraciju.

## Premijera
Film je premijerno prikazan u Odeon Leicester Squareu 29. listopada 2008. Prisustvovali su i prinčevi William i Harry, a sva sredstva su proslijeđena dobrotvornim organizacijama Pomoć za heroje i Kraljevsku britansku legiju. Britanska i američka premijera filma zakazana je za 7. studenog. EON je tijekom snimanja pomaknuo britanski datum na 31. listopada, dok je američka premijera u veljači pomaknuta na 14. studenog, nakon što je film Harry Potter i Princ miješane krvi otkazan za 2009. U Australiji, film je pomaknut za 19. studenog, nakon što je 20th Century Fox izabrao da će Australiju premijerno prikazati na originalni datum Zrna utjehe, 26. studenog.

### Marketing
Kao što je to bio slučaj s Casino Royaleom, partneri filma bili su Ford, Heineken Pilsener, Smirnoff, Omega SA, Virgin Atlantic Airways i Sony Ericsson. Izviješteno je kako je profit od sponzora iznosio 50 milijuna funti, što je nadmašilo zaradu do tada najuspješnijeg Bond filma, Umri drugi dan. Ford Ka koji izlazi 2009. u filmu vozi Camille. Avon je kreirao miomiris nazvan Bond Girl 007 s Gemmom Gerton kao zaštitnim licem. Coca-Cola je postala promotivni partner, reklamiravši Coca Colu Zero kao "Coke Zero Zero 7". U reklami se pojavila i pjesma "Another Way to Die". U filmu, Coca-Cola se kratko vidi na zabavi Dominica Greenea. Sony je organizirao natjecanje, "Mission for a Million", koje je omogućilo registriranim igračima da koriste njihove proizvode kako bi dovršili određene zadatke. Svaka kompletirana "misija" daje potrošačima šansu za osvajanje milijun dolara i putovanje na super tajnu lokaciju.
Corgi International Limited proizveo je male akcijske figure i naprave (kao što je aktovka koja se aktivira glasom), kao i njihove tradiconalne modele auta. Kreirali su i mini figure likova iz prethodnih filmova. Scalextric će objaviti četiri trkaća seta koji će se poklapati s filmom. Activision je objavio svoju prvu James Bond igru, također nazvanu Quantum of Solace, koja je temeljena i na Casino Royaleu i Zrnu utjehe. To je prva Bond igra u kojoj se pojavljuje lik sličan Craigu i prva igra sedme generacije konzola u seriji. Swatch je dizajnirao seriju ručnih satova, od kojih je svaki bio inspiriran jednim od Bond zlikovaca.
Iako nije bilo novelizacije, Penguin Books je objavio kompilaciju Flemingovih kratkih priča nazvanu Quantum of Solace: The Complete James Bond Short Stories, koja je u Ujedinjenom Kraljevstvu izašla 29. svibnja 2008., a u Sjevernoj Americi 26. kolovoza 2008. Knjiga kombinira sadržaje Flemingovih dviju kolekcija kratkih priča, Samo za tvoje oči - uključujući originalnu kratku priču "Zrno utjehe" - te Octopussy i Dah smrti.

### Recenzije
Kritičari su bili podijeljeni. Prema podacima od 14. studenog, 66 posto od 203 recenzije na Rotten Tomatoesu je bilo pozitivno, uz prosječnu ocjenu od 6.2/10. Samo 35 posto poznatih kritičara napisalo je pozitivne osvrte, uz prosječnu ocjenu 5.6/10. Metacritic je sakupio 36 recenzija uz prosjek od 58 posto onih pozitivnih. Kritičarima se općenito više svidio Casino Royale, ali su nastavili hvaliti Craigov portret Bonda te se složili da je film i dalje zgodan dodatak serijalu. Akcijske sekvence i tempo su hvaljeni, ali kritike su se najviše koncentrirale na ozbiljan i sirov osjećaj koji dominiraju filmom. Kim Newman iz Empirea dao je filmu 4/5, napisavši kako nije "veći i bolji od Casino Royalea, koji je vjerojatno inteligentniji film u smislu da je završetak Bondove misije tek početak". No, izrazio je nostalgiju prema humornijim bondovskim filmovima.
Recenzija The Sunday Timesa naglasila je da "nastavak Casino Royalea nikad neće biti jednostavan, ali redatelj Marc Forster je donio uspješan povratak branda natrag na zemlju - u provaliju"; scenarij je "na trenutke nerazumljiv", a casting "je nered." Recenzija završava s konstatacijom da je "Bondu skinut njegov ikonski status. On više ne predstavlja nešto posebno britansko, ili čak moderno. Umjesto glamura, dobivamo sirovost; umjesto stila, dobivamo reklamu; umjesto fantazije, dobivamo suvišni i glupi realizam."
Recenzija The Guardiana bila je pozitivnija uz ocjenom 3/5, s posebnim naglaskom na Craigovu izvedbu: "učinio je ulogu svojom, svaki centimetar hladnokrvnog bezosjećajnog agenta-ubojice, koji liječi slomljeno srce i hladno potisnuti bijes", uz dodatak kako je film, "urnebesni Bond, s naglaskom na akciju, manje na dosjetke, više na glamurozne lokacije, manje na smještaj proizvoda". Guardian zaključuje, "Zrno utjehe nije dobar kao Casino Royale: inteligentna elegancija Craigova Bondovskog debija potisnuta je zbog konvencionalne akcije. Ali sam čovjek predstavlja snagu filma; on nosi film; to je nevjerojatno težak zadatak za glumca. Craig je tome dorastao."
Screen Daily kaže, "Naglasak će se staviti - i to s pravom - na Craigov magnetizam u ulozi čvrstog, seksepilnog, ubojitog agenta MI6-a, ali dva faktora odskaču i osvježavaju proces: Forsterova nova tehnička ekipa, predvođena snimateljem Robertom Schaeferom i scenografom Dennisom Gassnerom. I stalna promjena M, koju glumi Judi Dench, s početka do središnjice: Bond djevojke padaju u nevažnost dok ona postaje moralna protuteža i oni su jedina prava veza u filmu." (...) "Bond je, kao što je maloprije navedeno, praktički Martin Scorsese BAFTA nagrada: 22 filma kasnije, s profitima koji se vjerojatno približavaju BDP-u jedne od manjih država koju prikazuje, još čeka Nagradu Alexander Korda. Najboljem Casino Royaleu je za rukom pošlo tek uzeti nagradu za zvuk. Hoće li ovo biti godina kad će mu se sreća okrenuti?"
Roger Ebert iz The Cicago Sun-Timesa kojem se u potpunosti svidio prethodni film, nije imao takvo mišljenje o Zrnu utjehe. Smatrao je kako je priča osrednja, likovi slabi te da Bondu fali njegove uobičajene osobnosti, unatoč hvali za Craigovu izvedbu. U svojoj recenziji je naglasio da "James Bond nije akcijski junak", te kritizirao nedostatak fantastičnih skrovišta negativaca.
Mona Charen je primijetila da "scenaristi filma nisu mogli odoljeti učiniti CIA-u jakom. CIA, kako nam se kaže, nema prigovora pri jačanju korumpiranih ubojica u Latinskoj Americi sve dotle dok nekoliko pojedinaca ne uzme svoj dio kolača.  Objasnivši svoj plan kontaktu iz CIA-e, (citiram iz sjećanja) negativac naglašava da SAD ne želi još jednog marksista koji daje bogatstvo ljudima Latinske Amerike." Dodala je, "ideja - i to poštovanja vrijedna - da se CIA bavi stvaranjem zla, desničarskih diktatura u Latinskoj Americi je jednostavno smiješna. Osim toga, CIA u filmu očigledno predstavlja SAD." Juan Cole je smatrao da je, iako ga film ne spominje, Bond trebao zaštiti trenutačnu administraciju Eva Moralesa od Medranova i Quantumova puča. U stvarnom životu, George W. Bush, predsjednik SAD-a tijekom produkcije filma, kritizirao je Moralesovu ljevičarsku politiku. Cole je usporedio Bonda - čiju je interpretaciju u izvedbi Daniela Craiga smatrao slabijom od izvornika Iana Fleminga - s Clare Short koja je odbila kompromis s Tonyjem Blairom u vezi potpore Americi u Ratu protiv terorizma.

### Box office
Po premijeri u Ujedinjenom Kraljevstvu, film je zaradio 4,9 milijuna funti (8 milijuna dolara), srušivši tako rekord najveće premijere petkom (31. listopada 2008.) u Ujedinjenom Kraljevstvu. Film je zatim srušio i rekordni vikend, zaradivši u prvom vikendu prikazivanja 25 milijuna dolara i pomaknuvši Harryja Pottera i Plameni pehar na drugo mjesto. U Francuskoj i Švedskoj - gdje se počeo prikazivati u isto vrijeme - zaradio je 14,2 milijuna funti, što ukupno znači 38,6 milijuna dolara. Vikend zarada od 10,6 milijuna dolara u Francuskoj bila je rekordna za serijal, nadmašivši ono što je Casino Royale postigao u pet dana za 16 posto. 2,7 milijuna dolara profita u Švedskoj je četvrta najunosnija filmska premijera u toj zemlji.
Sljedećeg tjedna, film se počeo prikazivati u još šezdeset zemalja. Prema podacima od 7. studenog 2008., u Ujedinjenom Kraljevstvu je zaradio dodatnih 39,3 milijuna dolara, u Francuskoj 16,5 milijuna te 7,7 milijuna dolara u Njemačkoj. Film je srušio rekorde u Švicarskoj, Finskoj, Ujedinjenim Arapskim Emiratima, Nigeriji, Rumunjskoj i Sloveniji. Premijere u Kini i Indiji su druge najuspješnije svih vremena za filmove na stranom jeziku.
Film je prvog dana prikazivanja u Sjedinjenim Državama u 3 451 kina zaradio 27 milijuna dolara. Bio je to najunosniji vikend za Bond film u Americi, a izjednačio se s Izbaviteljima kao najuspješnija američka premijera u studenom osim serijala o Harryju Potteru. Film je u anketi CinemaScorea dobio ocjenu publike B. Od britanske premijere 31. listopada do američkog uvodnog vikenda 14. studenog, film je utržio ukupno 319,128,882 dolara. Prema podacima Box Office Mojoa od 23. studenog 2008., ukupna svjetska zarada iznosila je 417,127,350 dolara.

## Vanjske poveznice
- Službena stranica
- Službeni blog  Arhivirana inačica izvorne stranice od 13. studenoga 2008. (Wayback Machine)
- Zrno utjehe u internetskoj bazi filmova IMDb-a
- Zrno utjehe na Rotten Tomatoes
- Zrno utjehe na Box Office Mojo